# مت تایبی
متیو سی. تایبی (انگلیسی: Matthew C. Taibbi) نویسنده، روزنامه‌نگار و پادکستر آمریکایی است. حوزهٔ فعالیت او سیاست، رسانه، امور مالی و ورزش است. او درحال‌حاضر در رولینگ استون می‌نویسد.